# یولیا دوفونیوس
الین یولیا دوفونیوس ولتر (Elin Julia Dufvenius Wollter، زاده ۸ اکتبر ۱۹۷۵) بازیگر سوئدی است. او در برنامه های تلویزیونی، فیلم ها و نمایش های صحنه ظاهر شده است. دوفونیوس یک نقش مکمل را در آخرین فیلم اینگمار برگمن (ساراباند، ۲۰۰۳) بازی کرده‌است. 

## اوایل زندگی
دوفونیوس در ۸ اکتبر ۱۹۷۵ در یوتبوری سوئد متولد شد. او در اصل توسط مادرش لنا، تهیه کننده تلویزیون و تئاتر در مسکن جمعی پرورش یافت. پدرش در صنعت ساخت و ساز کار می کرد. دوفونیوس یک خواهر بزرگتر دارد. او در کودکی در کارهای تئاتر و تلویزیونی مادرش در نقش های جزئی ظاهر شد. وی پس از اتمام دوره دبیرستان، کارآموزی خود را با تئاتر بکا انجام داد، و سپس در آکادمی موسیقی و نمایش دانشگاه گوتنبرگ (آکادمی موسیقی و درام)، دانشگاه یوتبری تحصیل کرد. 

## حرفه
موفقیت او در سال ۱۹۹۷ بود که او به عنوان یک زن قدرتمند و مستقل در مینی سریال‌های گلاپت در تلویریون ملی سوئد بازی کرد. پس از فارغ التحصیلی، او در نقش کوتاهی از فیلم اینگمار برگمان به نام ماری استوارت اثر فردریش شیلر (۲۰۰۰) در تئاتر سلطنتی درام ظاهر شد. این امر باعث شد که دوفوینیوس در آخرین فیلم برگمان ساراباند در سال ۲۰۰۳ نقش آفرینی کند، که مخصوصاً برای او نوشته شده است.  در تئاتر رویال دراماتیک، وی در چندین اثر بازی کرده است از جمله بازی در نقش رگان در شاه لیر (۲۰۰۳)، سوفیا در عمو وانیا (۲۰۰۸) و نقش اصلی در جین ایر (۲۰۰۹). 

## زندگی شخصی
دوفونیوس با بازیگر کریستوفر ولتر ازدواج کرده است و آنها یک دختر و یک پسر دارند.

## فیلم‌شناسی
- 1989 – Den andra våren (TV series)
- 1994 – År av drömmar (TV series)
- 1997 – Glappet (TV series)
- 2003 – Saraband
- 2005 – Den utvalde
- 2006 – Göta kanal 2 – kanalkampen
- 2007 – Arn – Tempelriddaren
- 2008 – Asterix at the Olympiad (Swedish voice)
- 2008 – Häxdansen (TV series)
- 2011 – Gynekologen i Askim (TV series)
- 2012 – Sune i Grekland
- 2013 – Molanders (TV series)
- 2013 – Sune på bilsemester
- 2015 – Modus (TV series)
- 2016 – Mammor (TV series)
- 2017 – Saknad
- 2017 – Sommaren med släkten (TV series)
- 2018 – Sommaren med släkten (TV series)
- 2018 – Sjölyckan (TV series)
- 2019 – Fartblinda (TV series)
- 2019 – Heder (TV series)
- 2019 – Stjärnorna på slottet (TV series)